# FAB a flusso continuo
In spettrometria di massa il FAB a flusso continuo è un'interfaccia per accoppiare la cromatografia liquida alla spettrometria. Questa interfaccia dà bassa sensibilità.
Si indica comunemente con la sigla CF-FAB (dalla lingua inglese Continuous Flow FAB) o con Dynamic FAB.

## Meccanismo
L'eluito viene riscaldato in un capillare all'uscita del quale è ionizzato con la tecnica FAB, dopo di che l'ottica ionica guida gli ioni all'analizzatore.